# Synagoge (Slavkov u Brna)
Koordinaten: 49° 9′ 8,9″ N, 16° 52′ 30,6″ O

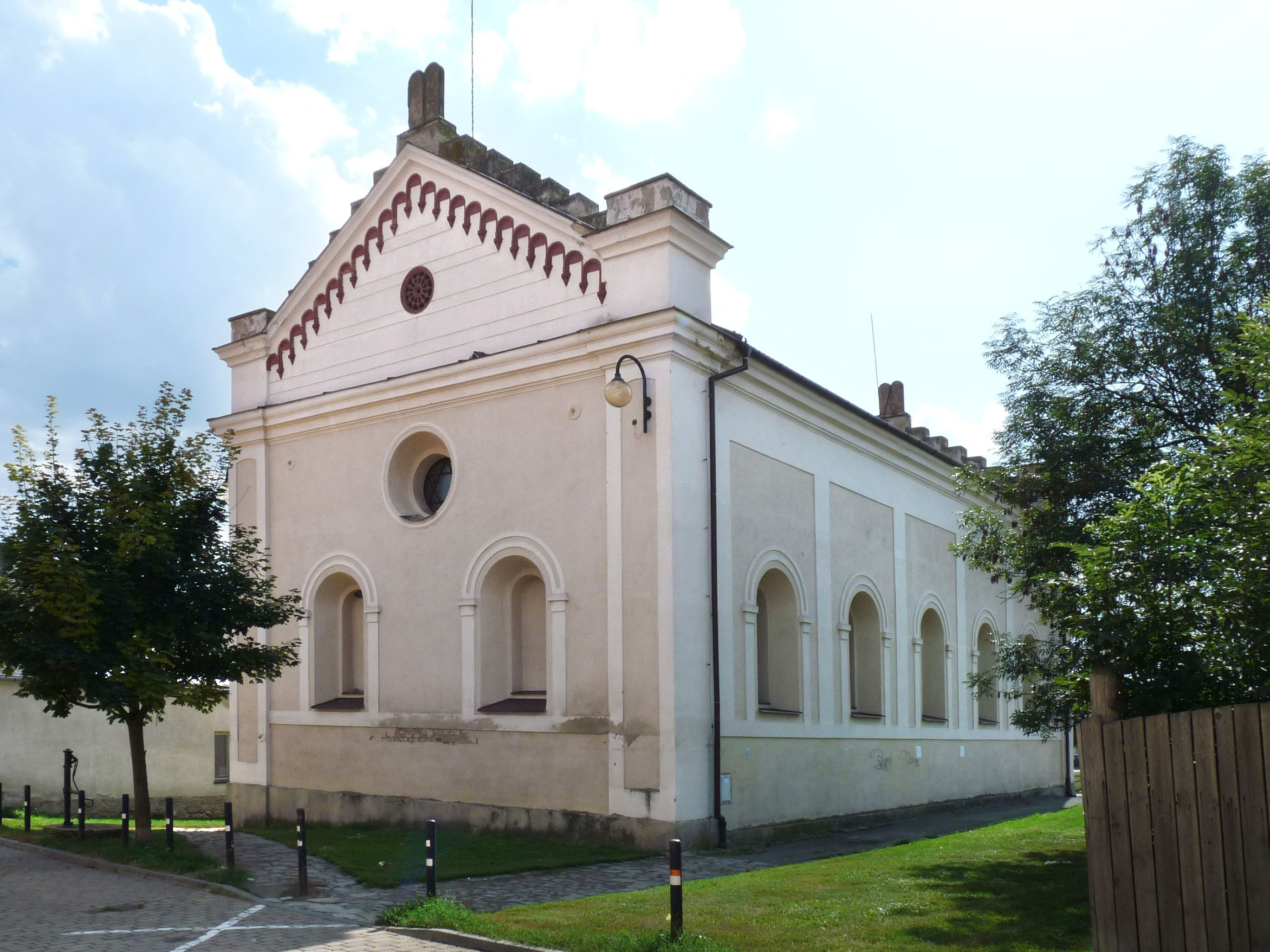
Synagoge in Austerlitz

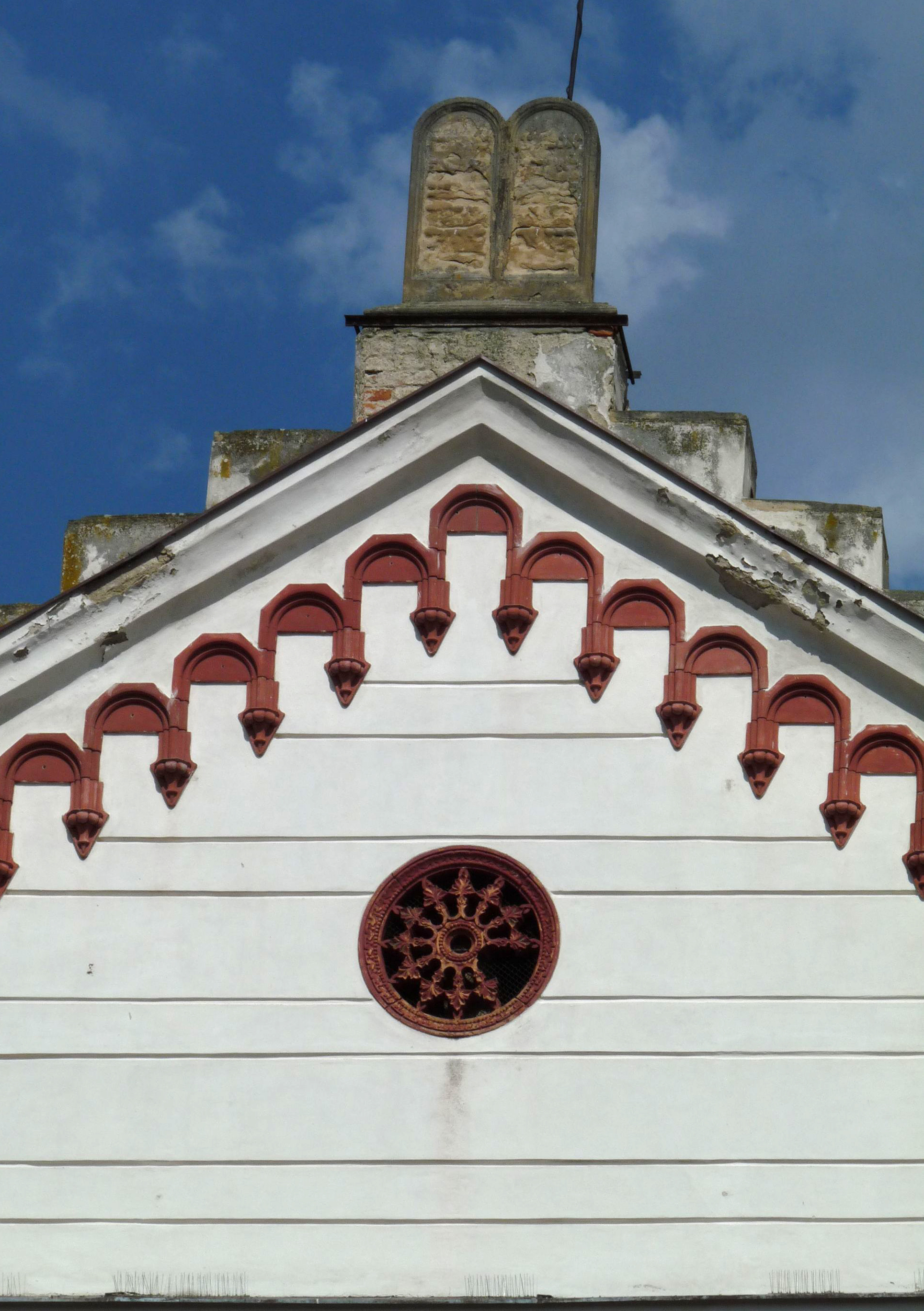
Giebelspitze mit Gesetzestafel

Die Synagoge in Austerlitz (tschechisch Slavkov u Brna), einer Stadt 20 Kilometer östlich von Brünn in der Tschechischen Republik, wurde Ende der 1850er Jahre erbaut. Die profanierte Synagoge ist ein geschütztes Baudenkmal.

## Geschichte
In den Jahren 1857/58 wurde der alte Synagogenbau abgerissen, um einem Neubau Platz zu machen. Das auf den Fundamenten der alten Synagoge errichtete neue Gotteshaus wurde im neuromanischen Baustil erbaut.
Ende der 1990er Jahre wurde das restaurierte Synagogengebäude, mit einer Ausstellung zur Geschichte der jüdischen Gemeinde Austerlitz, der Öffentlichkeit wieder zugänglich gemacht. Heute ist die ehemalige Synagoge Sitz des Staatsarchivs Vyskov. Eine Gedenktafel an der Vorderseite des Gebäudes erinnert seit 1998 an die mehr als 120 Holocaust-Opfer aus Austerlitz und Umgebung.